# Tuberculipochira
Tuberculipochira is een kevergeslacht uit de familie van de boktorren (Cerambycidae). De wetenschappelijke naam van het geslacht werd voor het eerst geldig gepubliceerd in 1975 door Breuning.

## Soorten
Tuberculipochira omvat de volgende soorten:
- Tuberculipochira similis Breuning, 1975
- Tuberculipochira wittmeri Breuning, 1975